# Stachyphrynium calcicola
Stachyphrynium calcicola är en strimbladsväxtart som beskrevs av Axel Dalberg Poulsen och Clausager. Stachyphrynium calcicola ingår i släktet Stachyphrynium och familjen strimbladsväxter. Inga underarter finns listade.